# Cataclismo

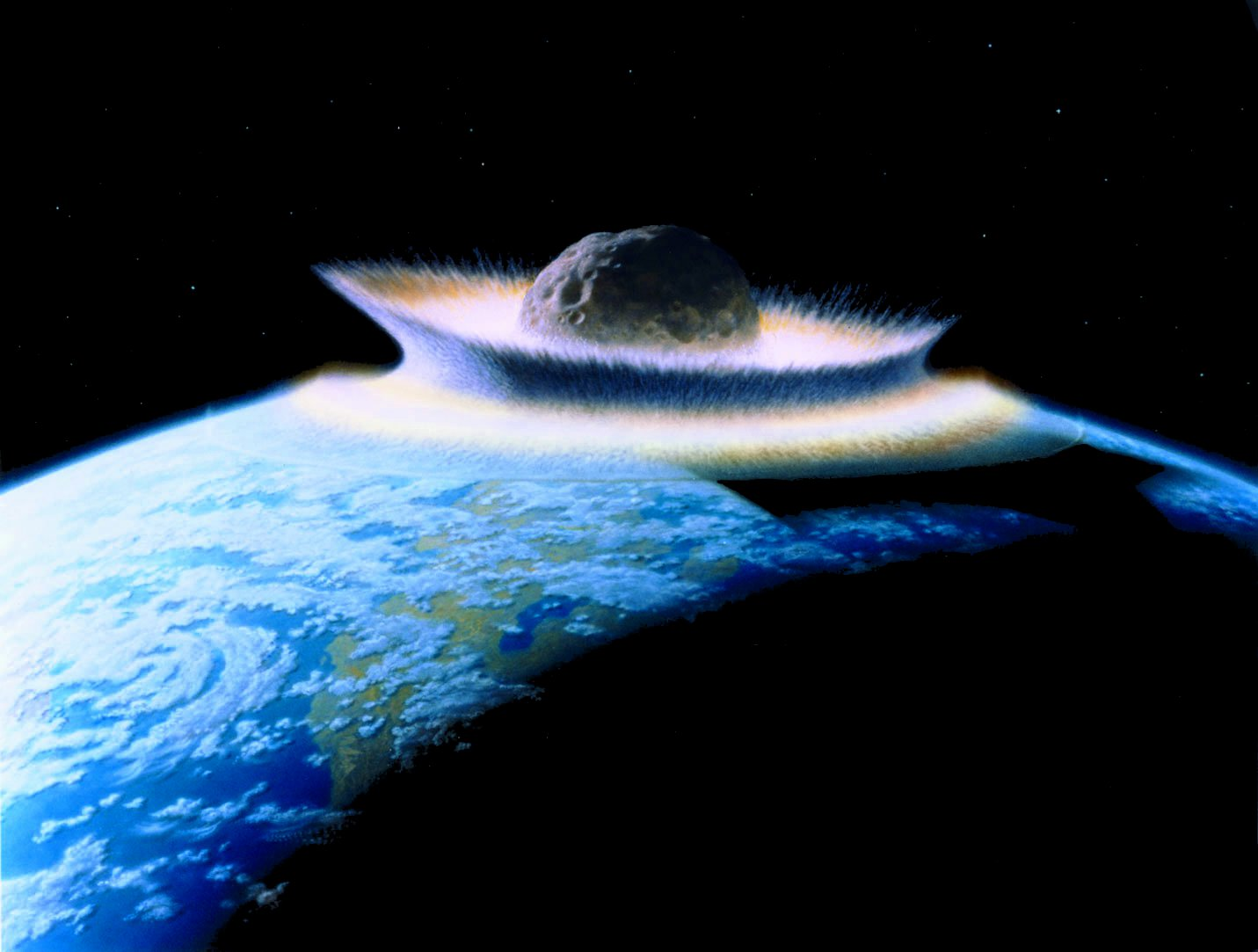
Representación de un cataclismo: el choque de un planetoide con la Tierra primordial.

Un cataclismo (del latín: cataclysmus, y este (del  griego: κατακλυσμός [kataklysmós] ‘ de κατά "abajo" + κλύζω  "mojar", esto es, "inundación"’) es la transformación o destrucción de gran parte o la totalidad de un determinado biotopo y por extensión cualquier desastre de alcance máximo y a una escala superior a la de la mera catástrofe. 
Se cree que la extinción de los dinosaurios fue producto de un suceso cataclísmico de magnitudes enormes y, en la teoría de las catástrofes del paleontólogo decimonónico francés Georges Cuvier, un cataclismo es un suceso que destruye todos los organismos vivos al final de cada período geológico, seguido de un nuevo "acto de creación".

## Clases
Figuran entre los cataclismos posibles diferentes sucesos como las edades del hielo globales, erupciones de supervolcanes (por ejemplo, la Caldera de Yellowstone), inundaciones globales (diluvio), el impacto de un cuerpo menor celeste, el cambio climático, la explosión de una supernova cercana o una guerra nuclear global. Esta última no ha sucedido (todavía), y la penúltima aún no se ha producido en nuestro entorno cercano.

## Historia del concepto
En la filosofía griega el término apareció en conexión con teorías que propugnaban la existencia de un ciclo mundial que duraba muchos milenios, conocido como Gran Año o Año platónico porque el filósofo griego Platón lo describe en su diálogo Timeo, donde habla de un "año perfecto o completo" (“teleos eniautos”), período tras el cual se repite la configuración del cielo. Como resultado se desarrolló el mito posterior del eterno retorno, los eventos mundiales se repetirían cíclicamente y en el punto de inflexión de cada ciclo quedaría marcado por la reaparición de determinadas constelaciones planetarias y grandes catástrofes, a saber, una inundación gigantesca o diluvio o un incendio global que consuma el mundo o el universo, la ἐκπύρωσις o ekpyrosis de los filósofos estoicos, ya que el cosmos se recrea (palingénesis) solo para ser destruido nuevamente al final del nuevo ciclo. Esta forma de catástrofe es lo opuesto a kataklysmos (κατακλυσμός, "inundación"), la destrucción de la tierra por el agua.
Por lo tanto, era obvio que cuando la Biblia hebrea se tradujo al griego en la Septuaginta, el "Diluvio" se refirió como "Kataklysmos" (Génesis VI, 17). En consecuencia, en el cristianismo ortodoxo, cuya lengua sagrada es el griego, la festividad que conmemora el Diluvio también se llama Kataklysmos.
Por otra parte, los eventos cataclísmicos "reaparecen" de otras maneras en la literatura antigua, por ejemplo, en Platón en relación con la descripción de la destrucción de la Atlántida en su diálogo Las leyes, o en Ovidio, que relata dos cataclismos en sus Metamorfosis, a saber, el diluvio, que destruye toda la vida excepto a Deucalión y su esposa Pirra, y la caída de Faetón, que casi calcina la Tierra con el carro de fuego de su padre Febo, el Sol (lo que correspondería a una ekpyrosis).